# Odwzorowanie pseudostożkowe
Odwzorowanie pseudostożkowe – odwzorowanie kartograficzne, wyróżnione ze względu na obraz południków i równoleżników siatki w położeniu normalnym. W odwzorowaniu tym równoleżniki są łukami kół współśrodkowych, a południki – liniami krzywymi, symetrycznymi względem prostego południka środkowego. Odwzorowanie to powstało w wyniku modyfikacji klasycznego odwzorowania stożkowego.